# Aulnoy-lez-Valenciennes
Aulnoy-lez-Valenciennes (en picard Auno) és un municipi francès, situat a la regió dels Alts de França, al departament del Nord. L'any 2006 tenia 7.417 habitants. Limita al nord amb Marly, a l'est amb Saultain, al sud-est amb Préseau i Artres, al sud amb Famars, a l'oest amb Trith-Saint-Léger i al nord-oest amb Valenciennes.

## Demografia
| 1962                                       | 1968  | 1975  | 1982  | 1990  | 1999  | 2006  |
| ------------------------------------------ | ----- | ----- | ----- | ----- | ----- | ----- |
| 3.565                                      | 3.602 | 7.565 | 8.759 | 8.029 | 8.002 | 7.417 |
| Des de 1962: població sense dobles comptes |       |       |       |       |       |       |

## Administració
| Període | Identitat       | Partit       |
| ------- | --------------- | ------------ |
| 2005-   | Laurent Depagne | proper al PS |